# أحرار الجنس مثل الناس
أحرار الجنس مثل الناس (بالإنجليزية: Queer As Folk)‏ هو مسلسل دراما تلفزيوني أمريكي بدأ عرضه عام 2000-2005
من تأليف رون كاوين ودانييل لايمبان، وكان للآخيرين سلطة وإدارة مسؤولية شاملة وإبداعية للبرامج التلفزيونية
تستند أحداث الدراما على النسخة البريطانية (وهي الأصلية) والتي تتألف من جزء (10 حلقات) وفيلم، ولكنها طورت لتصبح دراما بنسختها الأمريكية ولتتكون من خمسة أجزاء وتراوح الجزء ما بين 14حتى 25 حلقة.

## القصة
يتتبع المسلسل قصة حياة رجال ونساء مثليين يعيشون في بيتسبرغ بولاية بنسلفانيا. والرجال المثليون هم: براين (غايل هارولد)، جاستن (راندي هاريسون)، مايكل (هال سباركز)، ايميت (بيتر بيج)، تيد (سكوت لويل)،
وثنائي المثليات لينزي (ثيا غيل) وميلاني (ميشيل كلوني)
بالإضافة إلى أم مايكل : ديبي ( شارون قليس ) وخاله: فيك (جاك ويذرال).
وبالإضافة إلى شخصيات أخرى، بين ( روبرت قانت ) ويظهر في الجزء الثاني من المسلسل.
| الاسم         | الممثل        | الوصف ( وصف الشخصية ) |
| ------------- | ------------- | --- |
| براين كيني    | قايل هارولد   | و كأنه آلة جنسية غير طبيعية، عمره 29 سنة وهو الأصغر و الأجمل من بين أصدقائه، معروف في البارات يتميز بشعره و عيناه الكستنائية اللون وكأن أتى من القصص الأغريقية الخيالية، طويل القامة و رائع الجسم. يهتم بنفسه فقط وهو لا يؤمن بالحب بل يؤمن بالجنس ولكن تغير هذا عند التقائه بجاستن، حيث براين وجد نفسه واقعاً في الحب معه بعد ممارسته للجنس معه في الليلة الأولى. |
| جاستن تايلور  | راندي هاريسون | جاستن عمره 17 سنة، أبيض اللون وأشقر الشعر، لديه صديقة اسمها دافني وهي صديقته الوحيدة، و فقد عذريته لبراين، حيث أنه مارس الجنس للمرة الأولى معه، ولقد وقع في حب براين من النظرة الأولى، لقبته ديبي ب الشمس المشرقة أو المشرق، بسبب ابتسامته المشرقة وتصرفاته التي تجلب البهجة بالإضافة إلى أنه رسام محترف .                                                        |
| مايكل نوفوتني | هال سباركز    | الأكبر من بين أصدقائه صديق براين المفضل، أنه لديه مشاعر سرية تجاه براين، يحب قراءة الكتب الهزلية المصورة، تحديدا (مغامرات كابتن أسترو) لديه حبيب اسمه : دكتور ديفيد ولكن في النهاية ينفصل عنه ويبدأ يحب البروفيسور بين في الجزء الثاني. |
| ايميت هوني كت | بيتر بيج      | يمتاز بطوله ونعومته وهو أكثر فتى يرتدي الأشياء اللامعة من بين أصدقائه، كان يعمل في أسواق الملابس، و لكنه أصبح نجم إباحي بسبب صديقه تيد. |
| تيد سميث      | سكوت لويل     | يعمل محاسب بأجر منخفص، و يحسد براين على إسرافه في الأموال في أسلوب حياته، وهو دائماً مرفوض في نوادي المثليين (لا أحد يريد أن يمارس أو يرقص معه) إنه أصغر من مايكل ولكنه أكبر من البقية. |
| لينزي بيترسون | ثيا قيل       | أعطاها براين حيواناته المنوية لتحمل بابنها قاز، مما أصبح براين هو الوالد البيولوجي لقاز، تعمل معلمة للفنون (الرسم) ولكنها تأخذ فترات راحة للاعتناء بابنها قاز، وأيضاً هي حبيبة ميلاني. |
| ميلاني ماركوس | ميشيل كلوني   | حبيبة لينزي، يهودية الديانة، تعمل محامية، انها لا تحب براين، جزئيا بسبب أن لينزي حنونة جدا من براين وقريبة منه، لذا هي تفكر أن لينزي تفضل براين عليها، و لكنها تصبح طيبة معه و تكون صديقته في الأجزاء التالية، تحمل بالطفل الثاني من مايكل ليكون ابنا لها و للينزي. مما يصبح مايكل الوالد البيولوجي.                                                              |
| بين باركنر    | روبرت قانت    | بروفيسور في الكلية، ويصبح هو حبيب مايكل في الجزء الثاني، وأيضا هو مصاب بالإيدز، ديبي رفضت علاقتهما مع بعض في البداية لأنها كانت خائفة من أن يصاب ابنها مايكل به، ولكنها عرفت مدى محبة مايكل له، فوافقت على علاقتهما. |
| ديبي نوفتني   | شارون قليس    | ديبي فخورة جدا بمثلية ابنها مايكل، لكي لايشعر بالحرج من كونه مثليا، تعامل جميع أصدقائه و كأنهم جزء من عائلتها بل أنها تفضل براين وجاستن على ابنها، خاصة جاستن لأنه بعد فترة بسيطة انتقل للعيش في منزلها بعدما خرج من منزله، وهي أيضا واحدة من الذين يعرفون شخصية براين الحقيقية، وهي افتتحت مطعم في منزلها، وتعتني بأخيها السقيم فيك.                             |
| فيك قراسي     | جاك ويذرال    | أخ ديبي، ويساعدها في دفع فواتيرها، فيك يعمل طاهياً في مطعم أخته ديبي، و لكنه يموت في الجزء الرابع. |

## التأثير الثقافي
تصدرت النسخة الأمريكية من المسلسل بسرعة قائمة العروض لتصبح في المركز الأول من عروض شبكة شوتايم، كان تسويق شوتايم الابتدائي للمسلسل موجها في الأساس للرجال المثليين (وإلى حد ما للمثليات) ومع ذلك كانت نسب المشاهدة الأعلى من النساء المغايرات.
تضمن المسلسل مواضيع أثارت جدلا مثل تعاطي المخدرات والإفصاح عن الميول المثلية والزواج من نفس الجنس وجهود تغيير التوجه الجنسي وتبني المثليون للأطفال والتلقيح الاصطناعي والعنف ضد الأشخاص المثليين، والجنس الآمن، والتوسع المعرفي بمرض فيروس العوز المناعي البشري (الإيدز).

## وصلات خارجية
- الكوير تماما مثل الناس الاخرين على موقع IMDb (الإنجليزية)
- الكوير تماما مثل الناس الاخرين على موقع ميتاكريتيك (الإنجليزية)
- الكوير تماما مثل الناس الاخرين على موقع كينوبويسك (الروسية)
- الكوير تماما مثل الناس الاخرين على موقع ألو سيني (الفرنسية)
- الكوير تماما مثل الناس الاخرين على موقع قاعدة بيانات الفيلم (الإنجليزية)